# 弗罗兹
弗罗兹（法語：Frozes，法語發音：[fʁoz]）是法国新阿基坦大区维埃纳省的一个市镇，属于普瓦捷区。

## 地理
弗罗兹（46°39'33"N, 0°8'0"E）面积8.72 平方千米，位于法国新阿基坦大区维埃纳省，该省份为法国中西部省份，北起曼恩-卢瓦尔省和安德尔-卢瓦尔省，西接德塞夫勒省，南至夏朗德省，东南接上维埃纳省，东临安德尔省。
与弗罗兹接壤的市镇（或旧市镇、城区）包括：希雷昂蒙特勒伊、马耶、维利耶、武耶、尚皮尼昂罗什罗。

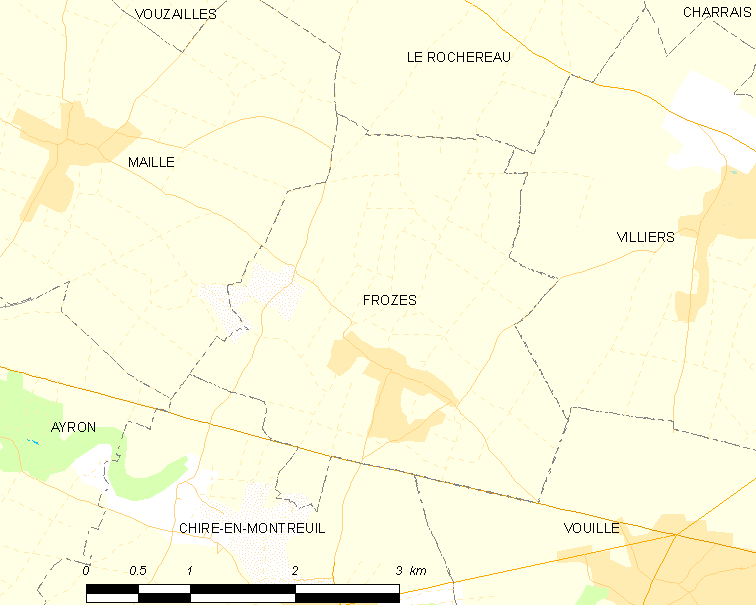
弗罗兹的OSM定位图

弗罗兹的时区为UTC+01:00、UTC+02:00（夏令时）。

## 行政
弗罗兹的邮政编码为86190，INSEE市镇编码为86102。

## 政治
弗罗兹所属的省级选区为武讷伊苏比亚尔县。

## 人口

1962-2008年间弗罗兹人口变化图示

弗罗兹于2022年1月1日时的人口数量为612人。